# كأس الغارفي 2013
كأس الغارفي 2013 (بالبرتغالية: Algarve Cup de 2013‏) هو الموسم 20 من  كأس الغارفي. أقيم خلال الفترة 6 مارس 2013 وحتى 13 مارس 2013، وأشرف على تنظيمه اتحاد البرتغال لكرة القدم، وكان عدد الأندية المشاركة فيه  12، وفاز فيه منتخب الولايات المتحدة لكرة القدم للسيدات.